# Iralaya
Iralaya är en ort i Honduras.   Den ligger i departementet Departamento de Gracias a Dios, i den östra delen av landet, 400 km öster om huvudstaden Tegucigalpa. Iralaya ligger 5 meter över havet och antalet invånare är 1 520.
Terrängen runt Iralaya är mycket platt. Havet är nära Iralaya åt nordost.  Det finns inga andra samhällen i närheten. 